# Newtown Association Football Club
Newtown Association Football Club, in lingua locale Clwb Pêl-droed Y Drenewydd, meglio noto come Newtown AFC, è una società calcistica gallese con sede nella città gallese di Newtown (Powys), che milita nella Welsh Premier League, la massima divisione del campionato gallese di calcio. Vanta due Welsh Cup. Gioca le proprie gare casalinghe al Latham Park, stadio di 5000 posti. Esiste anche la squadra riserve, che disputa il campionato di terza serie Mid Wales Football League.

## Storia
La Newtown A.F.C. è una delle più antiche società calcistiche del Galles; la squadra è stata fondata nel 1875 con il nome di Newtown White Stars.
Può vantare il primato di aver giocato la prima partita in assoluto della storia della Welsh Cup, la coppa nazionale gallese, il 13 ottobre 1877; avversaria fu la squadra del Druids F.C. (ora confluita con la squadra Cefn Albion nella Elements Cefn Druids A.F.C.). Il risultato finale fu 1-1, nel replay prevalsero i Druids.
Nel 1879 arriva il primo successo in Welsh Cup, dopo la vittoria per 2-1 in finale contro il Wrexham.
Con la denominazione Newtown F.C., in seguito alla fusione con la squadra Newtown Excelsior, arrivò nel 1895 la conquista della seconda Welsh Cup, sempre a scapito del Wrexham, ma con il risultato di 3-2. Fu l'ultimo trofeo per 60 anni, fino al 1955, quando la squadra conquistò la Welsh Amateur Cup.
Dopo aver giocato alcuni anni nelle leghe minori inglesi, nel 1992, il Newtown A.F.C. è tra i membri fondatori della nuova lega calcistica, la League of Wales.

## Palmarès

### Competizioni nazionali
- Coppa del Galles: 2

1878-1879, 1894-1895

### Competizioni regionali
- Mid Wales Football League: 5

1975-1976, 1978-1979, 1981-1982, 1986-1987, 1987-1988

### Altri piazzamenti
- Welsh Premier League:

Secondo posto: 1995-1996, 1997-1998
Terzo posto: 2021-2022
- Coppa del Galles:

Finalista: 1880-1881, 1885-1886, 1887-1888, 2014-2015
Semifinalista: 1877-1878, 1878-1879, 1879-1880, 1895-1896
- Coppa di Lega gallese:

Finalista: 2011-2012
Semifinalista: 2017-2018
- FAW Premier Cup:

Semifinalista: 1997-1998

## Statistiche e record

### Statistiche nelle competizioni UEFA
Tabella aggiornata alla fine della stagione 2023-2024.
| Competizione                  | Partecipazioni | G | V | N | P | RF | RS |
| ----------------------------- | -------------- | - | - | - | - | -- | -- |
| Coppa UEFA/UEFA Europa League | 3              | 8 | 2 | 1 | 5 | 6  | 21 |
| UEFA Conference League        | 2              | 6 | 1 | 0 | 5 | 4  | 13 |

## Rosa 2014-2015
Rosa aggiornata al 2 febbraio 2015
| N. |                        | Ruolo | Calciatore         |
| -- | ---------------------- | ----- | ------------------ |
| 1  | Galles (bandiera)      | P     | Dave Jones         |
| 2  | Galles (bandiera)      | D     | Ashley Wells       |
| 3  | Galles (bandiera)      | D     | Stef Edwards       |
| 4  | Galles (bandiera)      | C     | Matty Owen         |
| 5  | Galles (bandiera)      | D     | Kieran Mills-Evans |
| 6  | Galles (bandiera)      | C     | Shane Sutton       |
| 7  | Inghilterra (bandiera) | A     | Matthew Hearsey    |
| 8  | Galles (bandiera)      | C     | Matthew Cook       |
| 9  | Galles (bandiera)      | A     | Luke Boundford     |
| 10 | Inghilterra (bandiera) | A     | Jason Oswell       |
| 11 | Inghilterra (bandiera) | A     | Neil Mitchell      |
| 12 | Galles (bandiera)      | D     | Max Penk           |
| 13 | Inghilterra (bandiera) | P     | Jack Perry         |

| N. |                        | Ruolo | Calciatore        |
| -- | ---------------------- | ----- | ----------------- |
| 15 | Galles (bandiera)      | C     | Jamie Price       |
| 16 | Inghilterra (bandiera) | A     | Alex Hughes       |
| 17 | Inghilterra (bandiera) | C     | David Easthope    |
| 18 | Galles (bandiera)      | C     | Sean Evans        |
| 19 | Galles (bandiera)      | D     | Craig Williams    |
| 20 | Galles (bandiera)      | C     | Tom Goodwin       |
|    | Inghilterra (bandiera) | D     | Gavin Cadwallader |
|    | Galles (bandiera)      | A     | Gareth Partridge  |
|    | Galles (bandiera)      | A     | Jamie Petrie      |
|    | Inghilterra (bandiera) | A     | Alex Hughes       |
|    | Galles (bandiera)      | C     | Craig Harris      |
|    | Galles (bandiera)      | C     | Tom Kenny         |